# Coloquio internacional sobre los orígenes del gnosticismo

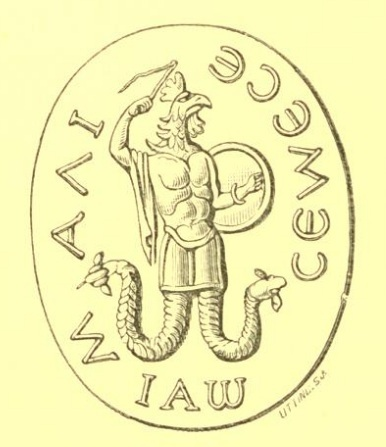
Simbólica Gema gnóstica o Piedra Abraxas del gnosticismo del cristianismo primitivo.

El Coloquio internacional sobre los orígenes del gnosticismo o Coloquio de Mesina fue una reunión de eruditos y expertos académicos en Gnosticismo que tuvo lugar en la Universidad de la ciudad de Mesina, Italia, en el año 1966, del 13 al 18 de abril, con el propósito de examinar la cuestión de los orígenes del gnosticismo desde el punto de vista de la historia de las religiones. También se procuró definir y consensuar el núcleo esencial de las doctrinas gnósticas del cristianismo primitivo.

## La realización del Coloquio
En la realización del Coloquio cooperaron la Asociación Internacional para la Historia de las religiones y la Sociedad italiana de la historia de las religiones y ayudaron financieramente, el Ministerio italiano de Instrucción Pública y la Universidad de Mesina. La organización del Coloquio y la edición de las ponencias que en él se presentaron, se realizó bajo la dirección del Profesor Ugo Bianchi de la Universidad de Mesina.
Asistieron 69 expertos de diversas nacionalidades, entre otros H.J. Drijvers, Hans Jonas, Ugo Bianchi, Jean Daniélou y A.F.J. Klijn. Se trataron 43 ponencias y otras 15 fueron enviadas por participantes (como Gilles Quispel) que no asistieron personalmente.
Fue aprobado y enviado a la Unesco un voto concerniente a la urgencia de la publicación definitiva de todos los textos de los manuscritos de Nag Hammadi confeccionado por un comité formado por los profesores T. Säve-Söderbergh, M. Krause y J.M. Robinson.

## Temas tratados
Durante los seis días que duró el Coloquio se presentaron y trataron diferentes ponencias en las siguientes materias:
- Los orígenes del gnosticismo y la historia de las religiones , El problema de los orígenes del gnosticismo (Ugo Bianchi, M. Krause, J. Zandee, H.I. Marrou, T. Säve-Söderbergh y J. Frickel).
- Por una defición del Gnosticismo (Hans Jonas, Th. P. Van Baaren, S. Arai y A. Brelich).
- El Gnosticismo e Irán (A. Closs, G. Gnoli, A. Adam, L.J.R. Ort y G.R. Cardona).
- El Gnosticismo, Mesopotamia y Egipto (C. J. Bleeker, L. Kákosy y J. Ries).
- Gnosticismo y Qumrán (H. Ringgren y M. Mansoor).
- Gnosticismo y Judaísmo (R. M. Grant, K. Schubert, K. Prümm y G. Jossa).
- Gnosticismo, Judaísmo y Cristianismo (J. Daniélou, C. Colpe, S. Pétrement, Y. Janssens y G. Mac Rae).
- Gnosticismo y Cristianismo (R. McL. Wilson, H.J. Schoeps, S. Lyonnet, F. Pericoli Ridolfini, H.J.Drivers y A.F.J. Klijn).
- Gnosticismo y Helenismo (M. Simon, M. Philonenko, R. Crahay e I. Trencsényi-Waldapfel).
- Problemas comparativos (E. Conze, E. M. Mendelson, G. Sfameni Gasparro, G. Patti, G. Piccaluga, M. Vesci, M. Bausani).[1]

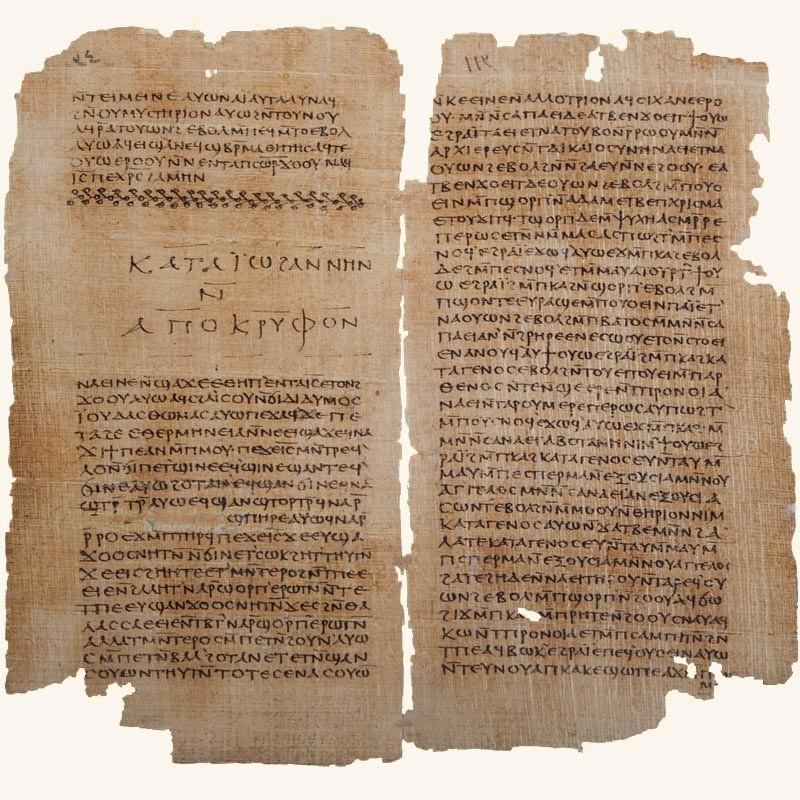
Texto del Códex II de Nag Hammadi. Durante la realización del Coloquio de Mesina fue solicitada a la Unesco la urgente traducción de todos los manuscritos de Nag Hammadi.

## Definiciones descriptivas del Coloquio
Los participantes en el Coloquio internacional sobre los orígenes del gnosticismo propusieron, con el fin de evitar su uso indiferenciado, delimitar exactamente el significado de los términos «gnosis» y «gnosticismo», de tal modo que el término gnosis quedaría reservado para significar «Conocimiento de los misterios divinos reservados a una élite» y gnosticismo designaría «un cierto grupo de sistemas del siglo II d.C. que todos están de acuerdo en designar de este modo».

En el documento conclusivo del Coloquio de Mesina se señalaron, junto con las anteriores, otras definiciones descriptivas como hipótesis de trabajo:
1. El gnosticismo de las sectas del siglo II, implica una serie coherente de características que pueden resumirse en la concepción de la presencia en el hombre de una chispa divina, que proviene del mundo divino, que ha caído en este mundo sometido al destino, al nacimiento y a la muerte, y que tiene que ser despertada por la contraparte divina del ser humano-su intimidad infinita o espiritual- para ser finalmente reintegrada -en el reino de lo divino, lugar de donde procede-.[1][6][7]
2. El tipo de gnosis que implica el gnosticismo está condicionado por un cierto número de fundamentos ontológicos, teológicos y antropológicos. Desde esta perspectiva no toda gnosis es gnosticismo, tan sólo aquella que implica, la idea de una connaturalidad divina de la chispa que debe ser reanimada y reintegrada; esta gnosis del gnosticismo implica la identidad divina del cognoscente (el gnóstico), de lo conocido (la substancia divina de su Ser Íntimo trascendente) y del medio por el cual conoce (la gnosis como facultad divina implícita que debe ser despertada y actualizada).[1][6][7]
3. El pensamiento «pregnóstico» es aquel que presenta caracteres que pueden ser identificados exteriormente con los sistemas gnósticos, pero estando esos rasgos integrados en una concepción, en su conjunto, ajena al gnosticismo. Pensamiento que no es y es gnóstico y esta dualidad quedaría expresada con el vocablo "pre-gnóstico".[1][6]
4. Lo «protognóstico» tendría como término de denotación a todo sistema gnóstico incipiente o germinal, es decir, movimientos espirituales que están impregnados por una actitud similar a la que caracteriza a los sistemas gnósticos consagrados.[1][6]

## Influencia y legado
A pesar del tiempo transcurrido desde su realización y de que algunas de sus conclusiones y modo de abordar el fenómeno gnóstico han sido contempladas desde nuevas perspectivas
- es necesario reseñar que en el momento de la realización del Coloquio, no habían sido traducidos todavía la mayor parte de los Códices de Nag Hammadi- el Coloquio de Mesina es un referente en la historia del estudio y análisis académico del gnosticismo de los primeros siglos del cristianismo. 